# Rode en groene werkwoordsvolgorde
De rode en groene werkwoordsvolgorde zijn benamingen voor de volgorde van de werkwoordelijke eindgroep (het voltooid deelwoord en/of de infinitief) en de persoonsvorm in Nederlandse bijzinnen. Bij de rode volgorde komt de eindgroep na de persoonsvorm, terwijl de groene volgorde de eindgroep vóór de persoonsvorm plaatst.
| Rode volgorde                               | Groene volgorde                             |
| Persoonvorm - voltooid deelwoord            | Voltooid deelwoord - persoonvorm            |
| ------------------------------------------- | ------------------------------------------- |
| Dat is de afstand, die door mij is gelopen. | Dat is de afstand, die door mij gelopen is. |
| Ik vind dat dit moet worden uitgelegd.      | Ik vind dat dit uitgelegd moet worden.      |
| Ik denk dat hij wil drinken.                | Ik denk dat hij drinken wil.                |

De benamingen rood en groen zijn afkomstig van een dialectonderzoek uit 1949 en gepubliceerd door de koninklijke Commissie voor Toponymie en Dialectologie in 1953, uitgevoerd door de dialectologe Anita Pauwels, waarbij de gebieden op de kaart rood en groen werden ingekleurd. Dit onderzoek is later herhaald.
De rode werkwoordsvolgorde is de meest voorkomende volgorde in geschreven Nederlands. De rode volgorde bleek het meest voor te komen in Noord- en Zuid-Holland, Utrecht en Noord-Brabant. De groene volgorde bleek in 1953 vooral te worden gebruikt in het noordoosten van het Nederlandse taalgebied (Groningen en Drenthe) en in het zuidwesten daarvan (West- en Oost-Vlaanderen). Tegelijk is in Vlaanderen voor het tweede voorbeeld de volgorde ...dat dit moet uitgelegd worden zeer gebruikelijk, hoewel deze in principe 'rood' is.
In het Fries is alleen de groene volgorde correct, maar onder jongeren neemt het gebruik van de rode volgorde snel toe, naar men mag aannemen onder invloed van het Nederlands.

## Vergelijking met het Duits
In het Duits is gewoonlijk alleen de groene volgorde correct:
- Das ist die Distanz, die von mir gelaufen wurde.
- Ich denke, dass er trinken will.

Een uitzondering op deze regel bestaat in het geval dat het gezegde van de bijzin uit drie of meer delen gevormd wordt. Dan is de werkwoordsvolgorde anders dan de groene vorm, namelijk: voltooid deelwoord + infinitief van het hulpwerkwoord + persoonsvorm van het (modale) hulpwerkwoord.
- Ich finde, dass dies erklärt werden soll.

## Vergelijking met het Engels
In het Engels is enkel de rode volgorde correct:
- This is the distance that was walked (by me).
- I think that this should be explained.
- I think that he wants to drink.